# 粟屋仙吉
粟屋 仙吉（あわや せんきち、1893年〈明治26年〉11月7日 - 1945年〈昭和20年〉8月6日）は、日本の内務官僚、政治家。ゴーストップ事件時の大阪府警察部長、広島市への原子爆弾投下時の広島市長として知られる。東京府士族。

## 生涯

### 生い立ち
鉄道官吏・粟屋頴祐（えいすけ）の二男として生まれる。父の転勤先の仙台で生まれたため「仙吉」と命名される。父は山口県出身だが、鉄道に勤務していたために転勤をくりかえし、その任地の一つとして1902年鳥取の米子に来た。

### 学生時代
1906年鳥取県立第二中学校（現在の米子東高校）に入学し、野球と柔道に熱中した。
1911年12月林重浩校長が鳥取中学校へ転任することになった際、仙吉は生徒の先頭に立って留任運動のリーダーになった。仙吉たち5年生数名は、生徒を代表して県知事を訪問し、転任人事のとりやめを訴えた。しかし留任運動は成功しなかった。
第一高等学校を経て、東京帝国大学法学部を卒業。

### 官僚として
内務省に入り、広島県属・農務商工課長・広島県警視保安課長。北海道庁理事官・教育兵事課長・補視学官・任事務官、地方課長兼統計課長を歴任。
1929年高知県警察部長となる。漁業史に残る「機船底引網漁業全廃闘争」が起こり、仙吉は運動リーダーと話し合いを重ね収めた。
1931年愛知県警察部長。1932年大阪府知事縣忍の要請で大阪府警察部長となる。
このときゴーストップ事件が発生、一時は軍と対立するが1933年11月19日に井関隆昌第4師団参謀長との連名で共同声明を出して終結させた。
1937年第31代大分県知事に就任。1939年農林省経済部長、1940年水産局長、1941年馬政局長官を歴任して、1942年退官し隠居。

### 広島市長就任と被爆死
1943年、大蔵大臣賀屋興宣の懇請により広島市長に就任。

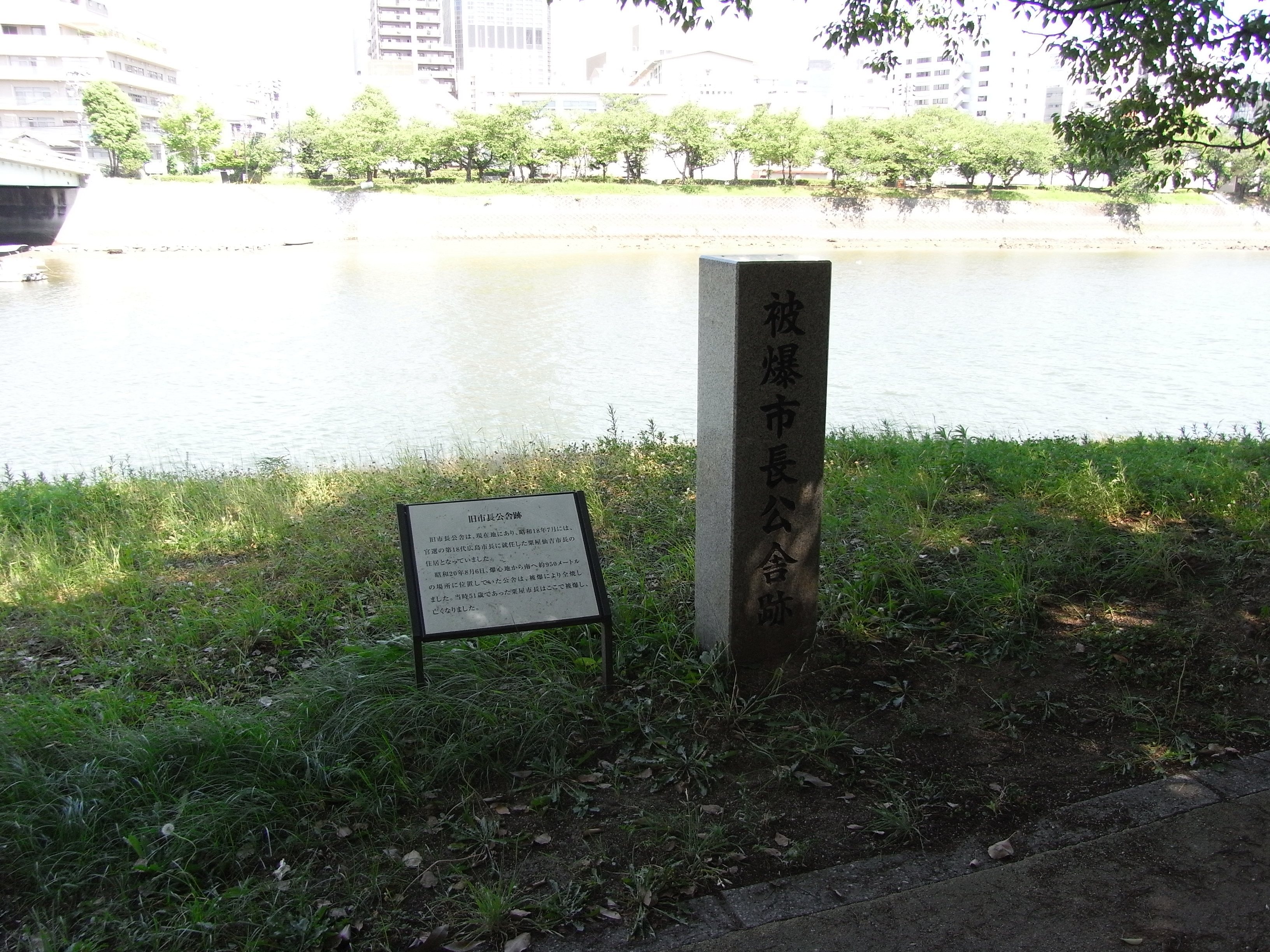
被爆市長官舎跡の碑　2008年7月撮影

1945年8月6日、原爆により同市水主町の市長公舎で三男、孫（長女の子であり、数日前から預けられていた）とともに即死。女中とともに公舎裏手の台所で被爆し重傷を負った妻の幸代も翌月死亡し、この母を看病しに広島へ駆けつけ最期を看取った次女もその年の11月に二次被爆の影響でこの世を去った。墓所は多磨霊園。
現在、公舎跡に近い広島市中区の加古町の元安川に架かる万代橋西詰め南側の堤防上の緑地帯に、同市により「被爆市長公舎跡」の石碑とその説明板が建てられている。

## 人物像

### 宗教
- 粟屋家はキリスト教の信仰をもっており、特に母親は教会の奉仕活動に熱心であった[3]。幼年時代から仙吉はその影響を受け、「よきクリスチャンとしての生涯を全うしたい」と思うようになっていた[3]。教会の牧師から内村鑑三の『聖書之研究』をすすめられ、これをとおして内村の無教会主義の影響を強く受けるようになった[3]。鑑三の長男である北海道大学教授の内村祐之と生涯家族ぐるみの交際を続けた。

### 人柄・性格
- 潔癖で正義感が強く、几帳面な性格ゆえにゴーストップ事件等において軍と対立することになったとも言える。
- 柔道は五段の腕前であった[2]。
- 酒豪であった父と違い、酒は飲まなかった[2]。

## 家族・親族

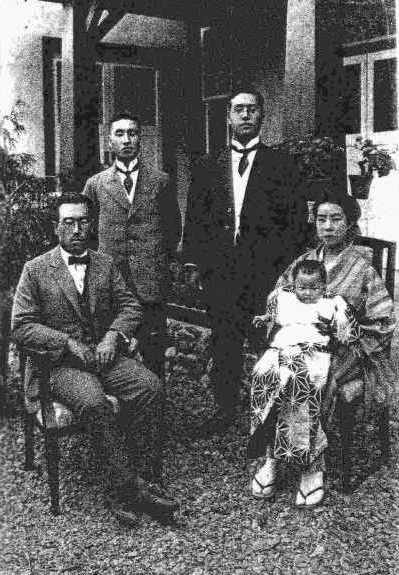
粟屋仙吉（左から3人目）と家族。

### 粟屋家
（山口県、東京市世田谷区下馬町）
- 父・頴祐[1]（東京府士族[1]）
- 継母・りい[1]（埼玉、福田久右衛門三女[1]）

明治15年（1882年）6月生 -　没
- 兄・清[5]

明治24年（1891年）6月生 -　没
- 弟[1]
- 妹[1]
- 妻・幸代[1]（広島、安藤八尾長女[1]）

明治37年（1904年）7月生 -　昭和20年（1945年）9月没
- 長女
- 次女
- 長男
- 次男
- 三男
- 孫

### 親戚
- 大叔父・井上勝